# Sobreviventes do Holandês Voador
Castaways of the Flying Dutchman (Brasil: Sobreviventes do Holandês Voador / Portugal: Os Náufragos do Holandês Voador) é um livro de autoria de Brian Jacques.

## Sinopse
O Holandês Voador! A lenda do navio-fantasma e seu capitão bravo, amaldiçoado a navegar pelos mares para sempre, foi transmitida ao longo dos séculos. Mas o que dizer do menino e seu cão que estavam preso a bordo daquele navio?
Enviar para partir em uma jornada eterna por um anjo vingador, o menino e o cão vão vaguear a terra ao longo dos séculos em busca de quem precisa. Enfrentando o vento e as ondas, além dos perigos incontáveis, suas viagens os levam a Chapelvale, uma sonolenta aldeia do século 19, cuja própria existência está em jogo. Somente descobrindo os segredos enterrados e resolvendo os enigmas de poeira carregada da antiga vila pode ser salvo. Isso levará a vontade e a astúcia de todas as pessoas - inclusive de um menino muito especial e de um cão.